# Дулчешть (комуна)
Дулчешть, Дулчешті (рум. Dulcești) — комуна у повіті Нямц в Румунії. До складу комуни входять такі села (дані про населення за 2002 рік):
- Бріцкань (90 осіб)
- Дулчешть (1099 осіб)
- Кирліг (397 осіб)
- Корхана (687 осіб)
- Пояна (177 осіб)
- Рошіорі (302 особи)

Комуна розташована на відстані 286 км на північ від Бухареста, 31 км на схід від П'ятра-Нямца, 64 км на захід від Ясс.

## Населення
За даними перепису населення 2002 року у комуні проживала 4851 особа.
Національний склад населення комуни:
| Національність            | Кількість осіб | Відсоток |
| ------------------------- | -------------- | -------- |
| румуни                    | 4835           | 99,7%    |
| угорці                    | 1              | < 0,1%   |
| не вказали національність | 15             | 0,3%     |

Рідною мовою назвали:
| Мова                  | Кількість осіб | Відсоток |
| --------------------- | -------------- | -------- |
| румунська             | 4835           | 99,7%    |
| угорська              | 1              | < 0,1%   |
| не вказали рідну мову | 15             | 0,3%     |

Склад населення комуни за віросповіданням:
| Релігія            | Кількість осіб | Відсоток |
| ------------------ | -------------- | -------- |
| православні        | 4163           | 85,8%    |
| римо-католики      | 651            | 13,4%    |
| реформати          | 1              | < 0,1%   |
| лютерани           | 1              | < 0,1%   |
| атеїсти            | 1              | < 0,1%   |
| не вказали релігію | 34             | 0,7%     |